# Крестовки
Кресто́вки, или ильные лягушки (лат. Pelodytes) — род бесхвостых земноводных, выделяемый в монотипическое семейство крестовок (Pelodytidae).

## Описание и ареал
Барабанная перепонка имеется. Зрачок вертикально-округлый. Плавательные перепонки на задних лапках крестовок слабо развиты, внутренний пяточный бугор маленький и округлый. У самцов есть внутренние резонаторы. Грудина окостеневает. Головастики развиваются в проточной воде (реофильные), имеют светлый роговой клювик с тёмными краями. Жаберное отверстие у них направлено вверх и назад, а анальное открывается на средней линии тела.
Обитают в Юго-Западной Европе и на Кавказе.

## Классификация
На октябрь 2018 года в род включают 5 видов:
- Pelodytes atlanticus Díaz-Rodríguez et al., 2017
- Pelodytes caucasicus Boulenger, 1896 — Кавказская крестовка
- Pelodytes hespericus Díaz-Rodríguez et al., 2017
- Pelodytes ibericus Sánchez-Herraíz et al., 2000
- Pelodytes punctatus (Daudin, 1802) — Пятнистая крестовка